# Flagelloscypha kavinae
Flagelloscypha kavinae är en svampart som först beskrevs av Albert Pilát, och fick sitt nu gällande namn av W.B. Cooke 1961. Enligt Catalogue of Life ingår Flagelloscypha kavinae i släktet Flagelloscypha,  och familjen Niaceae, men enligt Dyntaxa är tillhörigheten istället släktet Flagelloscypha,  och familjen Cyphellopsidaceae. Arten är reproducerande i Sverige. Inga underarter finns listade i Catalogue of Life.